# Ойстер-Бей (містечко, Нью-Йорк)
Ойстер-Бей (англ. Oyster Bay) — місто (англ. town) в США, в окрузі Нассау штату Нью-Йорк. Населення — 293 214 осіб (2010).

## Демографія
Згідно з переписом 2010 року, у місті мешкало 293 214 осіб у 99 419 домогосподарствах у складі 78 232 родин. Було 102849 помешкань
Расовий склад населення:
| - 85,0 % — білих - 9,1 % — азіатів - 2,3 % — чорних або афроамериканців - 0,2 % — корінних американців - 1,9 % — осіб інших рас |

До двох чи більше рас належало 1,6 %. Частка іспаномовних становила 7,5 % від усіх жителів.
За віковим діапазоном населення розподілялося таким чином: 23,2 % — особи молодші 18 років, 60,5 % — особи у віці 18—64 років, 16,3 % — особи у віці 65 років та старші. Медіана віку мешканця становила 43,1 року. На 100 осіб жіночої статі у місті припадало 94,0 чоловіків;  на 100 жінок у віці від 18 років та старших — 90,7 чоловіків також старших 18 років.
Середній дохід на одне домашнє господарство  становив 159 880 доларів США (медіана — 120 826), а середній дохід на одну сім'ю — 180 050 доларів (медіана — 138 772). Медіана доходів становила 87 799 доларів для чоловіків та 62 012 долари для жінок. За межею бідності перебувало 3,9 % осіб, у тому числі 3,6 % дітей у віці до 18 років та 4,3 % осіб у віці 65 років та старших.
Цивільне працевлаштоване населення становило 150 363 особи. Основні галузі зайнятості: освіта, охорона здоров'я та соціальна допомога — 27,3 %, науковці, спеціалісти, менеджери — 13,9 %, фінанси, страхування та нерухомість — 11,5 %, роздрібна торгівля — 9,9 %.